# Kamenac
Kamenac je tvrd, zagasito beli, kredasti depozit koji se nakuplja u kotlovima, bojlerima za toplu vodu i unutar neadekvatno održavanog sistema za centralno grejanje toplom vodom. On se često nalazi kao depozit na unutrašnjoj površini starih cevi i drugih površina gde je "tvrda voda" isparila.
Ovi tipovi kamenca se neznatno razlikuju usled njihovog porekla.
Glavna komponenta tipa koji se nalazi kao depozit na grejnim elementima grejača za vodu je kalcijum karbonat (CaCO3), koji je precipitirao iz tople vode. Tvrda voda sadrži kalcijum (i često magnezijum) bikarbonat i/ili slične soli.
Kalcijum bikarbonat je rastvoran u vodi, međutim na temperaturama iznad 70 ° (158 °) rastvorni bikarbonat se pretvara u slabo rastvorni karbonat, što dovodi do stvaranja depozita na mestima gde se voda greje. Isto tako lokalne tačke ključanja mogu da se jave kad se voda zagreva, te dolazi do koncentrovanja i taloženja soli iz vode.
Kalcijum katjoni iz tvrde vode isto tako mogu da se kombinuju sa sapunom, koji je normalno rastvoran u mekoj vodi. Ova kombinacija često formira penu koja se taloži kao tanak film na unutrašnjim površinama kada, sudopera, i kanalizacionih cevi. Sapun često sadrži soli anjona iz neutralizovanih masnih kiselina ili sličnih hemijskih jedinjenja. Kalcijumove soli tih anjona su manje rastvorne u vodi.
Tip nađen na vazduhom osušenom kuhinjskom posuđu, kapljučim slavinama, pločicama u kupatilu se sastoji od kalcijum karbonata pomešanog sa svim drugim solima koje su bile rastvorene u vodi pre isparavanja.
On se takođe može naći na slavinama gde je tvrda voda tekla duže vreme i istaložila kalcijum karbonat.